# Sabal etonia
Sabal etonia ist eine Pflanzenart aus der Gattung Sabal innerhalb der Palmengewächse (Arecaceae). Sie ist ein Endemit im zentralen und südöstlichen Florida. Der Bestand ist stabil, die Art gilt als nicht bedroht.

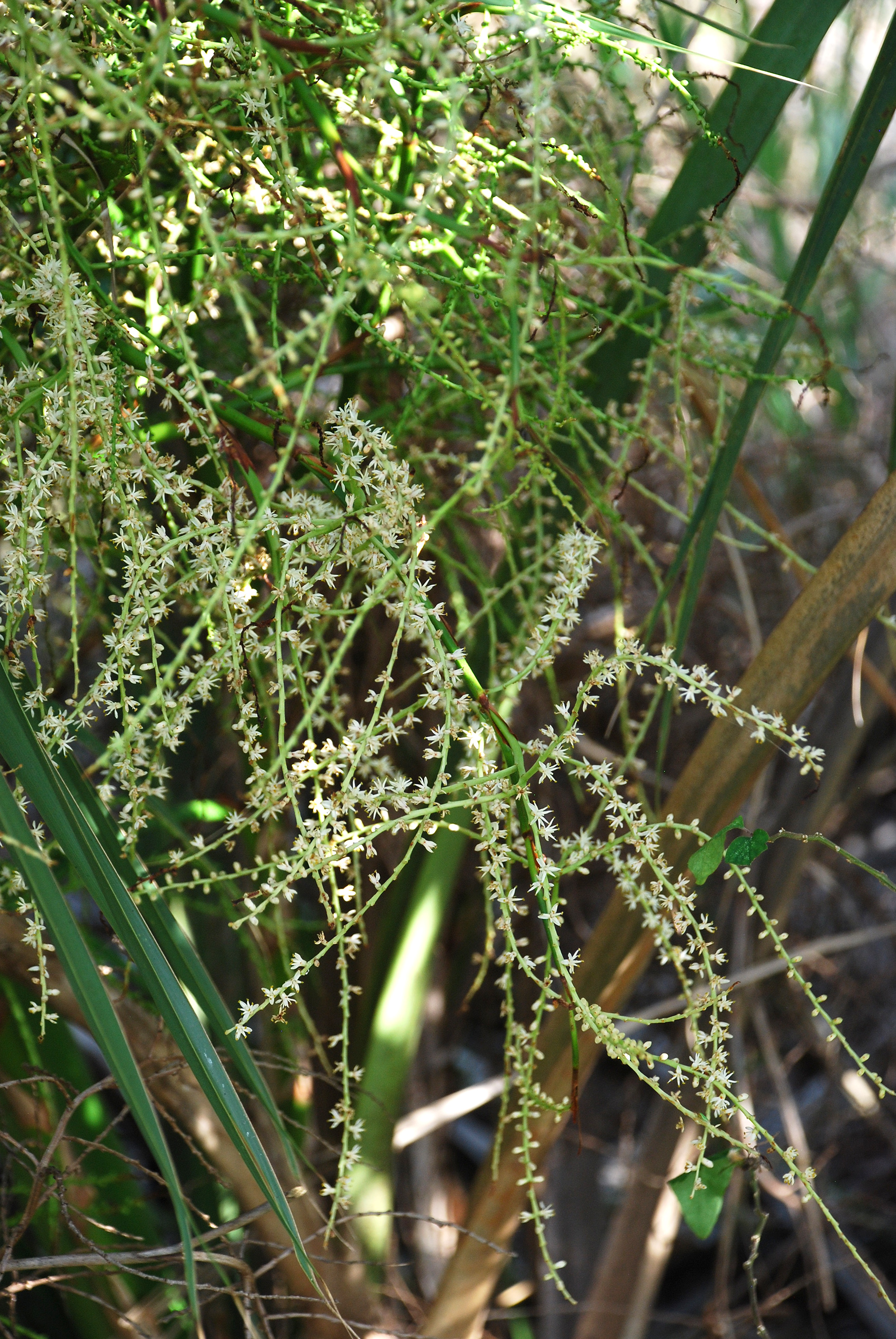
Sabal etonia blühend

## Beschreibung

### Vegetative Merkmale
Sabal etonia ist eine Fächerpalme, die generell einen unterirdischen Stamm bildet, der jedoch auch Wuchshöhen von bis zu 2 Metern (in Einzelfällen bis zu 3,5 m) über dem Erdboden erreichen kann. Ein Individuum besitzt normalerweise vier bis sieben Laubblätter mit je 25 bis 50 Fiedern. Aufgrund der immergrünen dekorativen Fächer ist Sabal etonia als Zierpflanze beliebt.

### Generative Merkmale
Sabal etonia zeigt im Mai bis Juni weiße, duftende Blüten. Der Blütenstand ist oft buschig und kürzer als das Blatt. Die Frucht ist bei Reife schwarz-braun bis bläulich.  Die Früchte sind essbar, werden allerdings selten genutzt.

## Taxonomie
Die Erstbeschreibung von Sabal etonia erfolgte 1896 durch Walter Tennyson Swingle in George Valentine Nash: The Journal of the Torrey Botanical Society, Volume 23, S. 99. Synonyme für Sabal etonia Swingle ex Nash sind: Sabal adansonii var. megacarpa Chapm., Sabal megacarpa (Chapm.) Small, Sabal miamiensis Zona.